# سهب

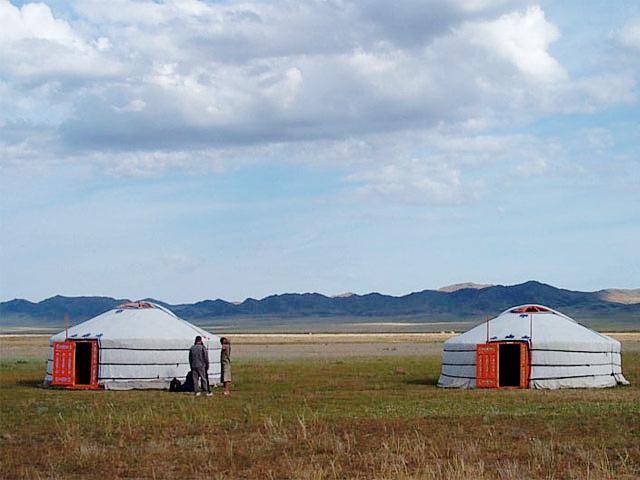
السهوب في منغوليا

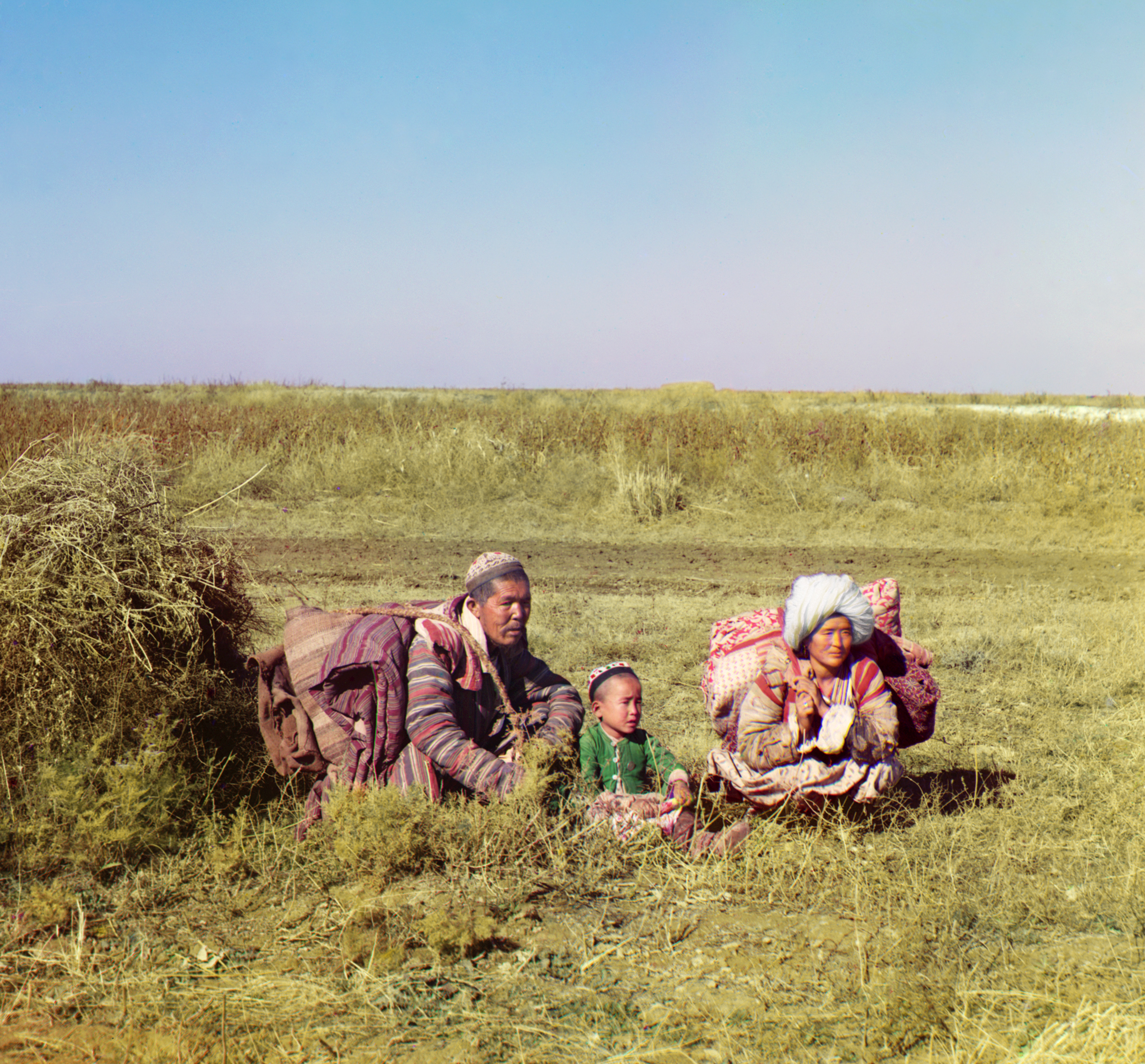
السهوب في أوزبكستان

السُّهْب (جمع: السهوب) أو الفيفاء أو السباسب منطقة أحيائية أي أنها منطقة محددة مناخيا وجغرافيا تتميز بوجود سهول المراعي وعدم وجود أشجار فيما عدا تلك القريبة من الأنهار والبحيرات. كما يمكن تسمية البراري وخاصة عشب البراري القصير بالسهوب فالسهوب إما أن تكون منطقة شبة صحراوية أو مغطاة بالعشب أو الشجيرات أو كليهما اعتمادا على فصل السنة وخط العرض. في روسيا وآسيا الوسطى والشمالية تستعمل كلمة (بالروسية: Степь) وتلفظ ستيب للدلالة على مناخ المناطق الجافة جدًا والمواجهة للغابات ولكنها ليست جافة بدرجة كافية لتكون صحراء.
تتميز البوادي بالمناخ القاري وشبه القاحل فأعلى درجات حرارة يمكن أن تسجل في الصيف تصل إلى 40 درجة مئوية (104 درجة فهرنهايت) في الشتاء و-40 درجة مئوية (-40 درجة فهرنهايت).
إلى جانب هذا الفارق الشاسع بين الصيف والشتاء، فإن الاختلافات بين النهار والليل أيضا كبير في مرتفعات منغوليا، 30 درجة مئوية (86 درجة فهرنهايت) يمكن التوصل إليها خلال النهار مع تحت الصفر درجة مئوية (أقل من 32 درجة فهرنهايت) قراءات في الليل.
أيضا، يمكن تلخيص بوادي خطوط العرض المتوسطة بأنها حارة صيفا وباردة شتاء بمعدل 250-500 مم (10-20 بوصة) من المطر أو ما يعادلها في تساقط الثلوج للسنة.
أصل الكلمة الروسية مأخوذة من الأرض المسطحة أو القاحلة.

## أنواع السهوب

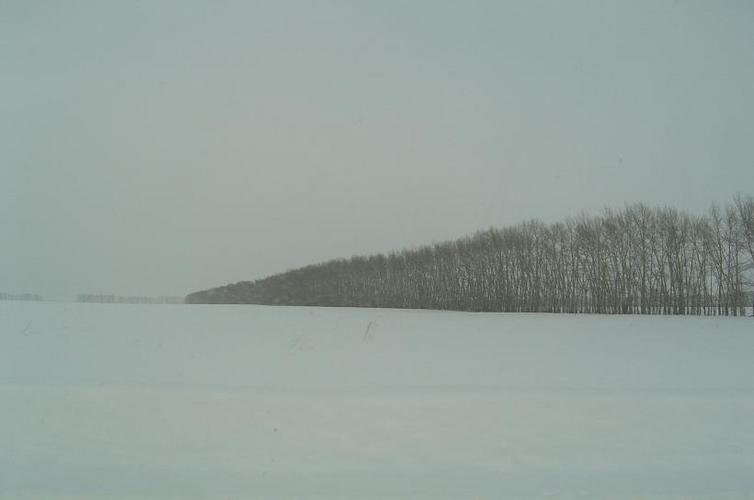
سهوب جنوب سيبريا: مصدات الرياح في فصل الشتاء

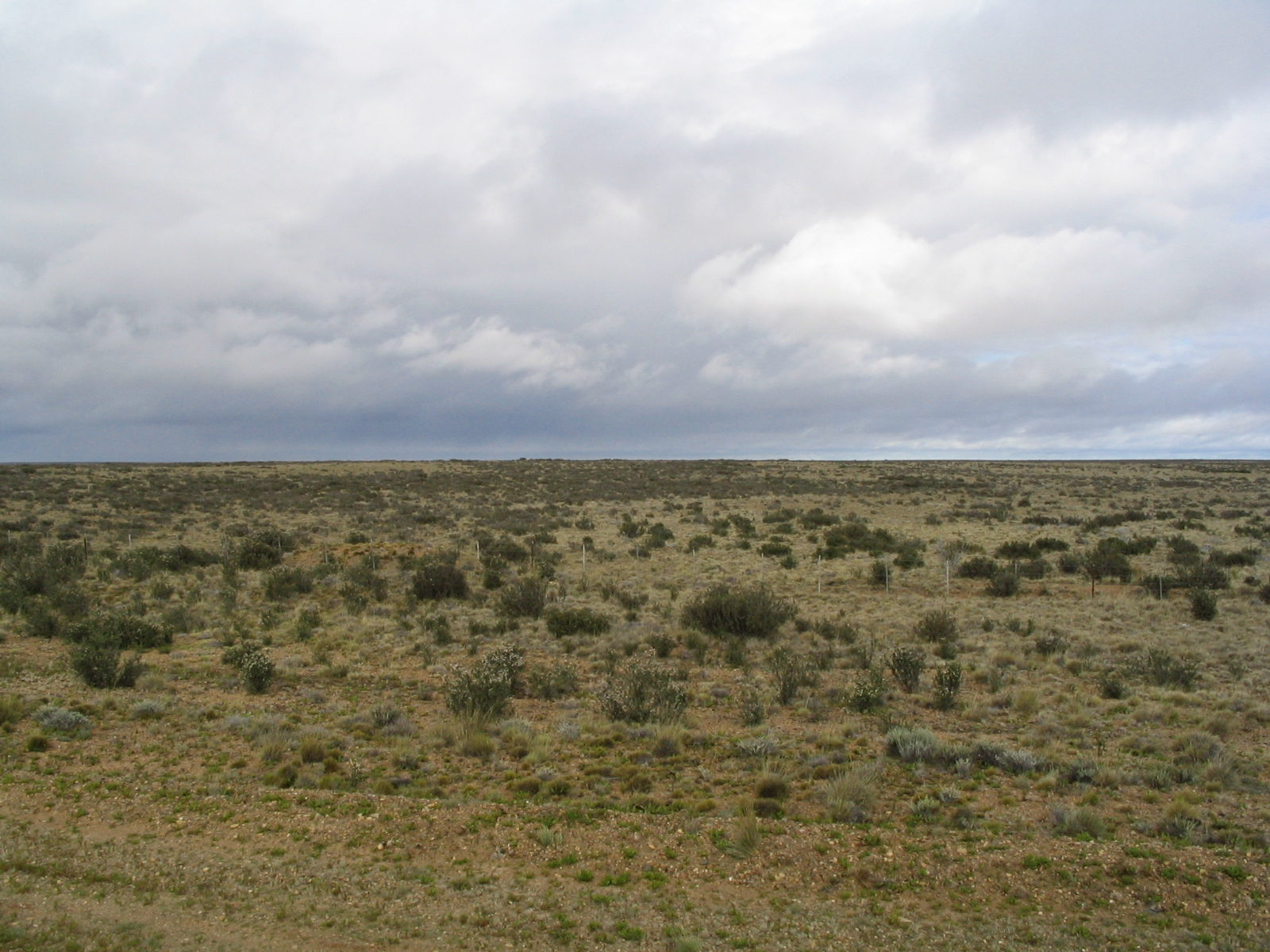
سهوب بتاغونيا الباردة القريبة من فيتز روي في الأرجنتين

هناك نوعان من السهوب يمكن ملاحظتها:

### السهوب الباردة
السهوب المعتدلة أو السهوب الحقيقية، وتوجد في المناطق القارية في العالم ويمكن المضي في تقسيمها كما رأينا هنا.
تعتبر البوادي الباردة أو السهوب الأكبر مساحة مقارنة بكل البوادي الأخرى، وغالبا ما يشار اليه باسم «البوادي العظمى»، وجدت في جنوب غرب روسيا والبلدان المجاورة في آسيا الوسطى، وتمتد من أوكرانيا في الغرب عبر تركمانستان وأوزبكستان وكازاخستان إلى ألتاي وكوبت داغ ونطاقات تيان شان ويقال أن السهوب الأوروبية الشاسعة تحدها من الشمال على الجانب الشرقي من منطقة الأورال من غابات سهل تيغا غرب سيبيريا امتدادًا إلى قرب المحيط القطبي الشمالي.
وتوجد منطقة السهوب الكبيرة الأخرى في أمريكا الشمالية وهي سهوب البراري حيث تغطي ولايات شمال وسط الولايات المتحدة وغرب كندا. وفي السهول المرتفعة تعتبر السهوب الجزء الغربي من منطقة السهول العظمى وسكيب لاند المحولة في جنوب كولومبيا البريطانية وولاية واشنطن.
وفي تركيا توجد سهوب باردة في وسط الأناضول.
وسهل بانونيا يطابق آخر مناخ قاري في جنوب شرق أوروبا. أنواع غريبة من السهوب وتشمل السهوب الشجيرات وسهوب جبال الألب.
باتاغونيا هي أرض أخرى تسيطر عليها السهوب. يمكن العثور على السهوب الصغيرة نسبيا في الجزء الداخلي من الجزيرة الجنوبية لنيوزيلندا، والمجر (وبوسطا).

### السهوب شبة الاستوائية أو البادية
السهوب شبه الاستوائية، والمجتمعات المماثلة من النباتات التي يمكن العثور عليها في المناطق الأكثر جفافا المماثلة لمناخ منطقة البحر الأبيض المتوسط وتعرف بالبادية، وعادة ما تكون قصيرة فترة الرطوبة.
في أوروبا، وبعض مناطق البحر الأبيض المتوسط توجد البوادي، مثل بادية الشام التي تغطي أجزاءً واسعة من المشرق العربي. وتوجد بوادٍ أخرى في وسط جزيرة صقلية ووسط إسبانيا الشرقية، وخاصة في الساحل الجنوبي الشرقي (حول مورسيا)، وأماكن معزولة عن الرطوبة الكافية بسبب قلة الأمطار مثل سرقسطة.
كما تشمل البوادي أكثر من 10 ولايات في الجزائر وتلعب سهوب الجزائر دورا حيويا باحتوائها على أغلب الثروة الحيوانية بهذا البلد حتى أن هنالك ولاية يطلق عليها اسم عاصمة السهوب وهي ولاية الأغواط.
في آسيا، يمكن العثور على البوادي في الأراضي شبه القاحلة المتاخمة للصحراء ثار في الهند شبه القارية؛ وفي أستراليا يمكن العثور عليها في حزام المناطق الصحراوية المحيطة بها وحول نطاقات موس جراف.
وتعتبر أمريكا الشمالية هي بيئة نموذجية للمناطق الانتقالية بين المناطق ذات المناخ المتوسطي، والصحاري الحقيقية، مثل رينو في نيفادا، والجزء الداخلي من ولاية كاليفورنيا. وفي أمريكا الجنوبية تعتبر المنطقة الأكثر أهمية مع السهوب الحارة هي بامبا.

## مناطق الأدغال والمراعي المدارية الشبيهة بالسهوب
و مناطق أخرى تسيطر عليها المراعى وتماثل السهوب ويمكن العثور عليها في المناطق المدارية من العالم. في هذه المواقع قد تكون الأمطار ضرورية لفصل السهوب عن الصحارى الحقيقية والتي ربما أن تكون ضعف ذلك مرة أخرى نتيجة لزيادة التبخروتشمل هذه المناطق التي تمر بمرحلة انتقالية بين السافانا والمناخ الصحراوى القاسى، مثل منطقة الساحل الموجود على حافة الصحراء الحقيقية
وهناك دلالة أخرى أن «السهوب المدارية» ليست جديرة بملاحظة الدرجات في الصحراء، كما في شمال شرق البرازيل.

## وصلات خارجية
- "The Steppes". barramedasoft corporation. 1998–2008. مؤرشف من الأصل في 2019-05-29. اطلع عليه بتاريخ 2008-04-04.{{استشهاد ويب}}:  صيانة الاستشهاد: تنسيق التاريخ (link)